# Buhl A-1 Autogyro
Buhl A-1 Autogyro byl vírník určený pro letecké snímkování a filmování. Byl navržen a postaven okolo roku 1931 pod vedením konstruktéra Eitenna Dormaye. Ve stejný rok stihl ještě absolvovat svůj první let s pilotem Jamesem Johnsonem, který proběhl 15. prosince.
Jednalo se o první vírník, který měl motor za kabinou pro posádku a využíval tlačnou vrtuli.
A-1 Autogyro se nachází ve sbírkách Hillerova leteckého muzea.

## Specifikace
Technické údaje 
- Posádka: 2
- Délka: 8,2 m
- Průměr rotoru 12 m
- Rozpětí křídel: 9,8 m
- Pohonná jednotka:  vzduchem chlazený sedmiválcový hvězdicový motor Continental A-70 165 kW (224 k)